# 563-тя фольксгренадерська дивізія (Третій Рейх)
563-тя фольксгренадерська дивізія (Третій Рейх) (нім. 563. Volksgrenadier-Division) — піхотна дивізія народного ополчення (фольксгренадери), що входила до складу Вермахту на останньому етапі Другої світової війни.

## Райони бойових дій
- Норвегія (жовтень 1944)
- Латвія (Курляндський півострів) (жовтень 1944 — травень 1945)

## Командування

### Командири
- генерал-майор Фердінанд Брул (нім. Ferdinand Brühl) (9 жовтня 1944 — 25 лютого 1945);
- генерал-майор Вернер Ньюманн (нім. Werner Neumann) (25 лютого — 8 травня 1945).